# Тітіріджі білочеревий
Тітірі́джі білочеревий (Hemitriccus margaritaceiventer) — вид горобцеподібних птахів родини тиранових (Tyrannidae). Мешкає в Південній Америці.

## Підвиди
Виділяють дев'ять підвидів:

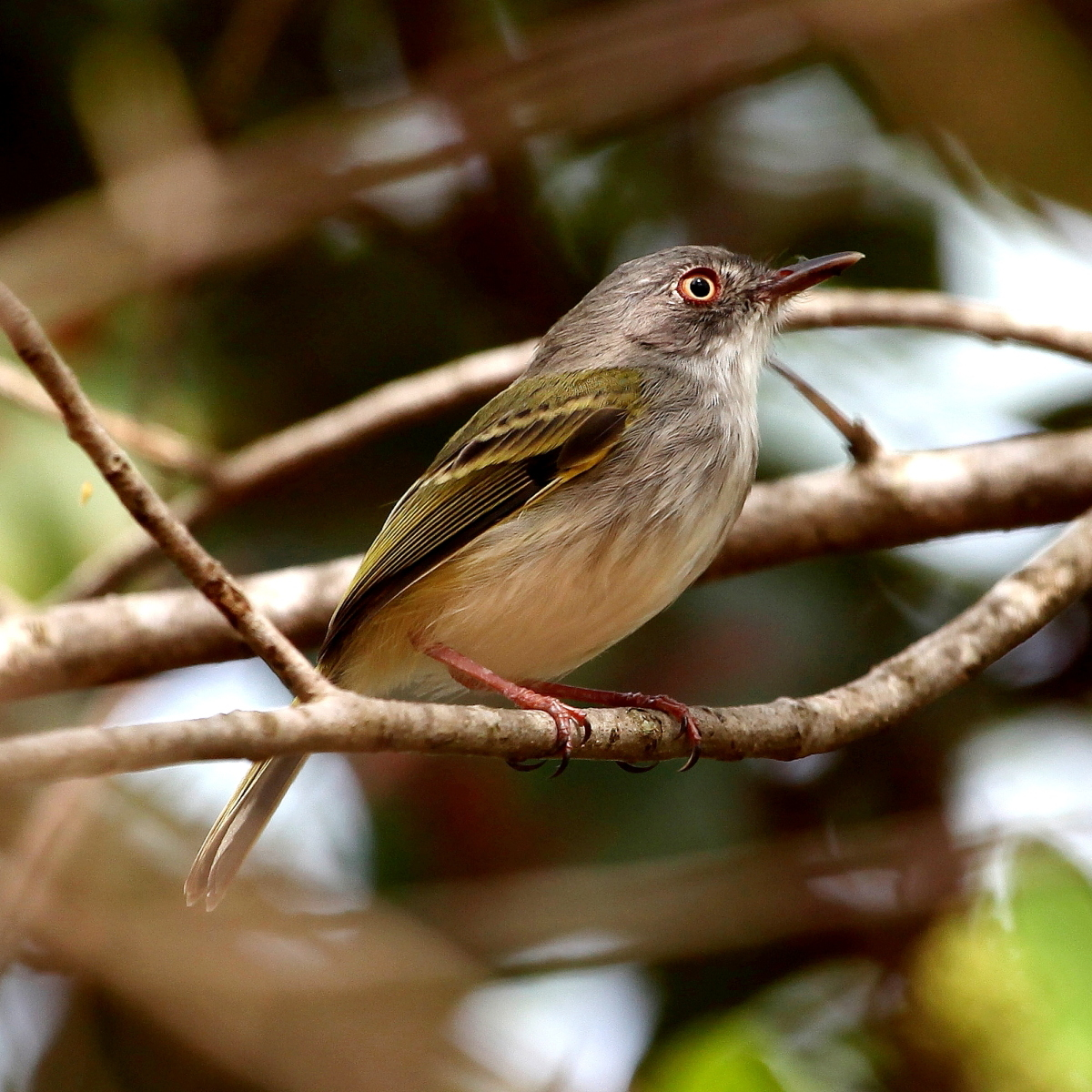
Білочеревий тітіріджі

- H. m. impiger (Sclater, PL & Salvin, 1868) — північно-східна Колумбія (від Магдалени до Сантандера) і північна Венесуела (від північно-західної Сулії до Сукре і Ансоатегі), острів Маргарита;
- H. m. septentrionalis (Chapman, 1914) — долина річки Магдалени на північ до Толіми;
- H. m. chiribiquetensis Stiles, 1995 — гори Чірібікіте[en] (Какета на півдні Колумбії);
- H. m. duidae (Chapman, 1929) — Серро-Дуїда[en] (Амасонас, Венесуела);
- H. m. auyantepui (Gilliard, 1941) — тепуї на південному сході Болівару (південно-східна Венесуела);
- H. m. breweri (Phelps Jr, 1977) — південний захід Болівару (південно-східна Венесуела);
- H. m. rufipes (Tschudi, 1844) — посушливі долини на півдні і в центрі Перу (від Сан-Мартіна до Хуніна і Куско) та на північному заході Болівії (Ла-Пас, південь Бені);
- H. m. margaritaceiventer (d'Orbigny & Lafresnaye, 1837) — східна і південно-східна Болівія, центральна і південна Бразилія (від Мату-Гросу і Гоясу до Мінас-Жерайсу, Сан-Паулу і Ріу-Гранді-ду-Сул), Парагвай, північно-східна Аргентина (на південь до Кордови і Ентре-Ріоса), крайній захід Уругваю;
- H. m. wuchereri (Sclater, PL & Salvin, 1873) — північно-східна Бразилія (від Мараньяну до Ріу-Гранді-ду-Норті і південної Баїї).

## Поширення і екологія
Білочереві тітіріджі живуть у сухих і вологих тропічних лісах і чагарникових заростях та на пасовищах. Зустрічаються на висоті до 2000 м над рівнем моря.